# Nowa Karczma (Basse-Silésie)
Pour les articles homonymes, voir Nowa Karczma.
Nowa Karczma est une localité polonaise de la gmina de Siekierczyn, située dans le powiat de Lubań en voïvodie de Basse-Silésie.